# مقصورة القنون
مقصورة القنون؛ هو مبنى تاريخي في قرية عقدة حائل الواقعة في منطقة حائل في المملكة العربية السعودية.

## البناء
بنيت مقصورة القنون عام 1150 هـ الموافق 1737 م على يد على يد مؤسسها سلامة بن زيدان بن عبدالله بن سلامة المحيسن الربيعي العبدي الشمري و أعيد ترميمها أكثر من مرة للمحافظة عليها من قبل أصحابها أسرة القنون . 

## المعمار
يتميز معمار مقصورة القنون بالنقوش الداخلية القديمة و الألوان و باستخدام معمار البيئة المحلية لمنطقة نجد. حيث تم بناؤه من الطين والتبن والجص لتوفير الدفء في فصل الشتاء والبرودة في الصيف لساكنيه.

بدايه المقصورة كانت كسكن، ومنها أيضا مضيف للمقصورة، وجناح خاص وفيها مساكن للعائلة، والجهة الغربية كانت غرفة مخصصة لحديثي الزواج يمكثون فيها لمدة سنة كاملة كضيافة لهم وبعدها ينتقلون منها.  كما يوجد بالمقصورة بخوش وكتالات، والمقصورة لها مكان حماية كقلعة شريدة لحماية المقصورة.

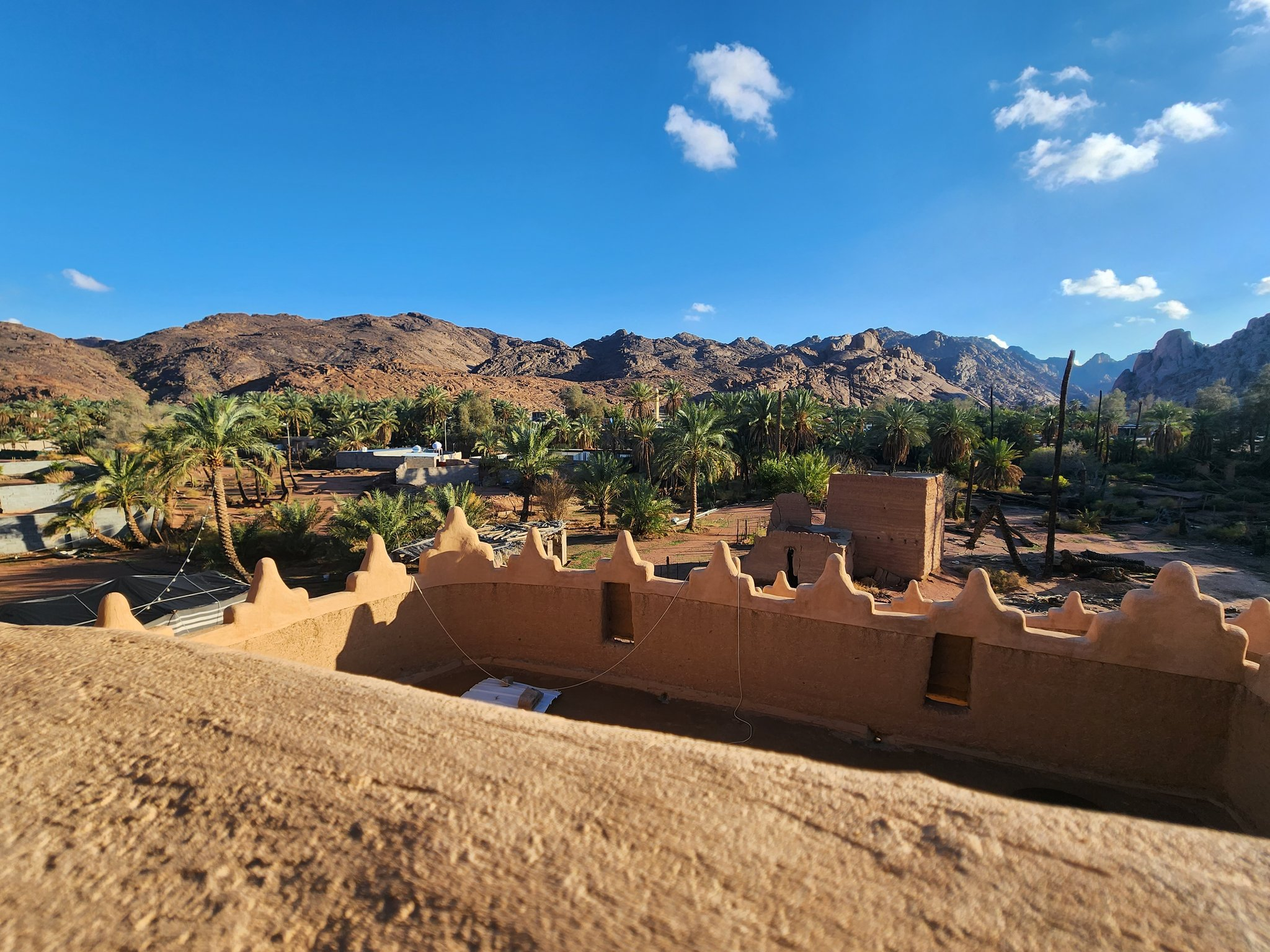
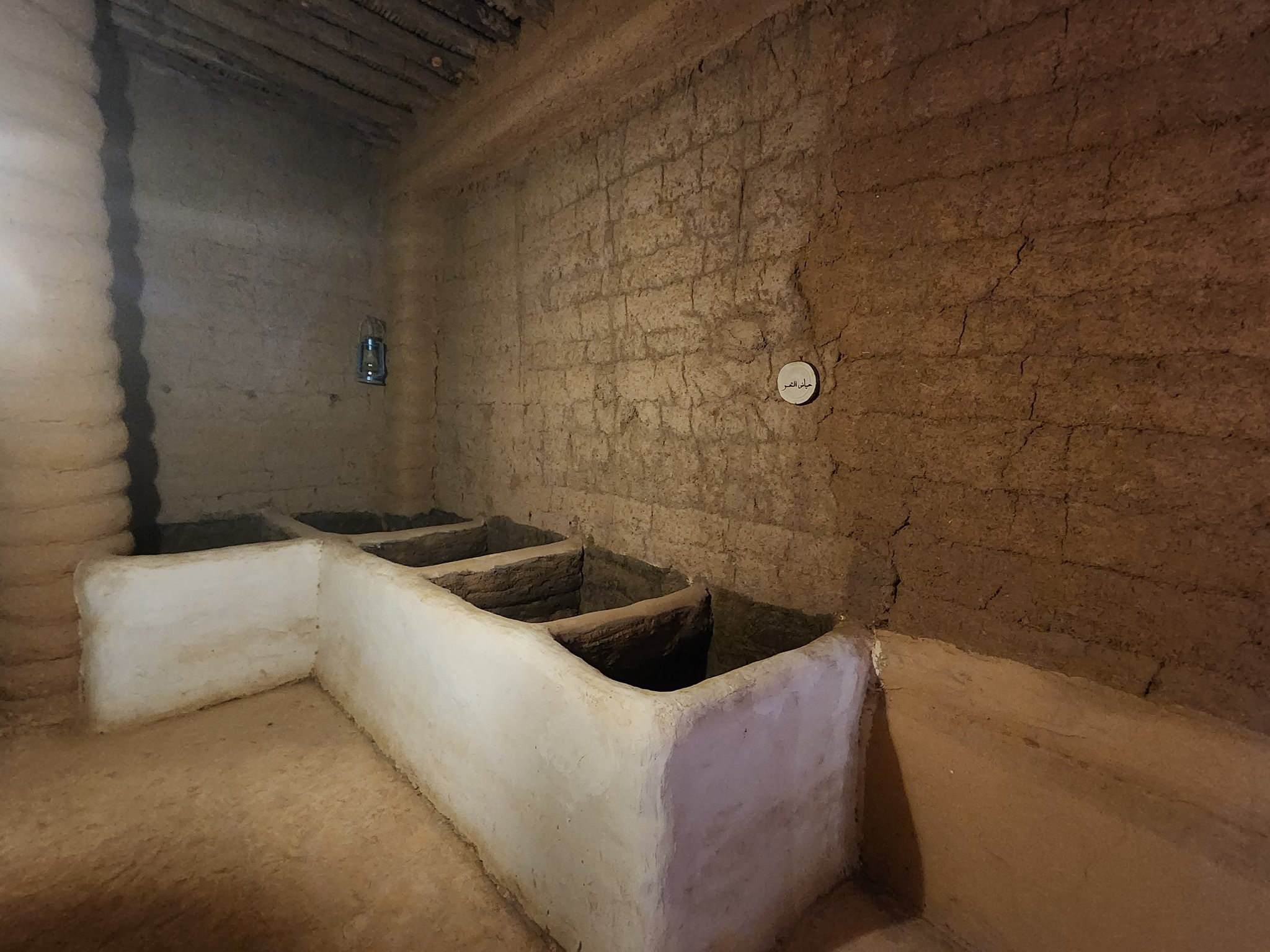
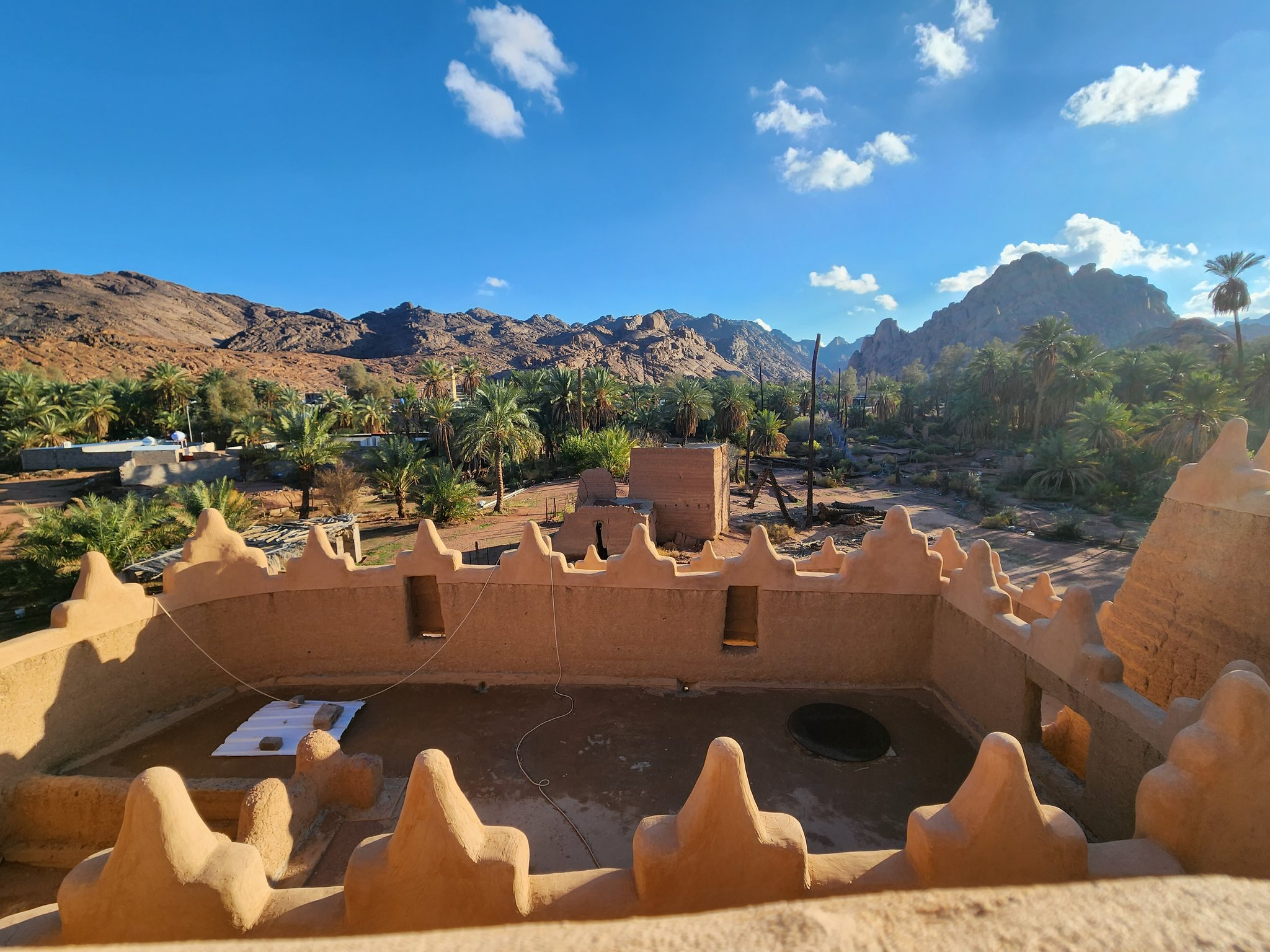

## معرض الصور

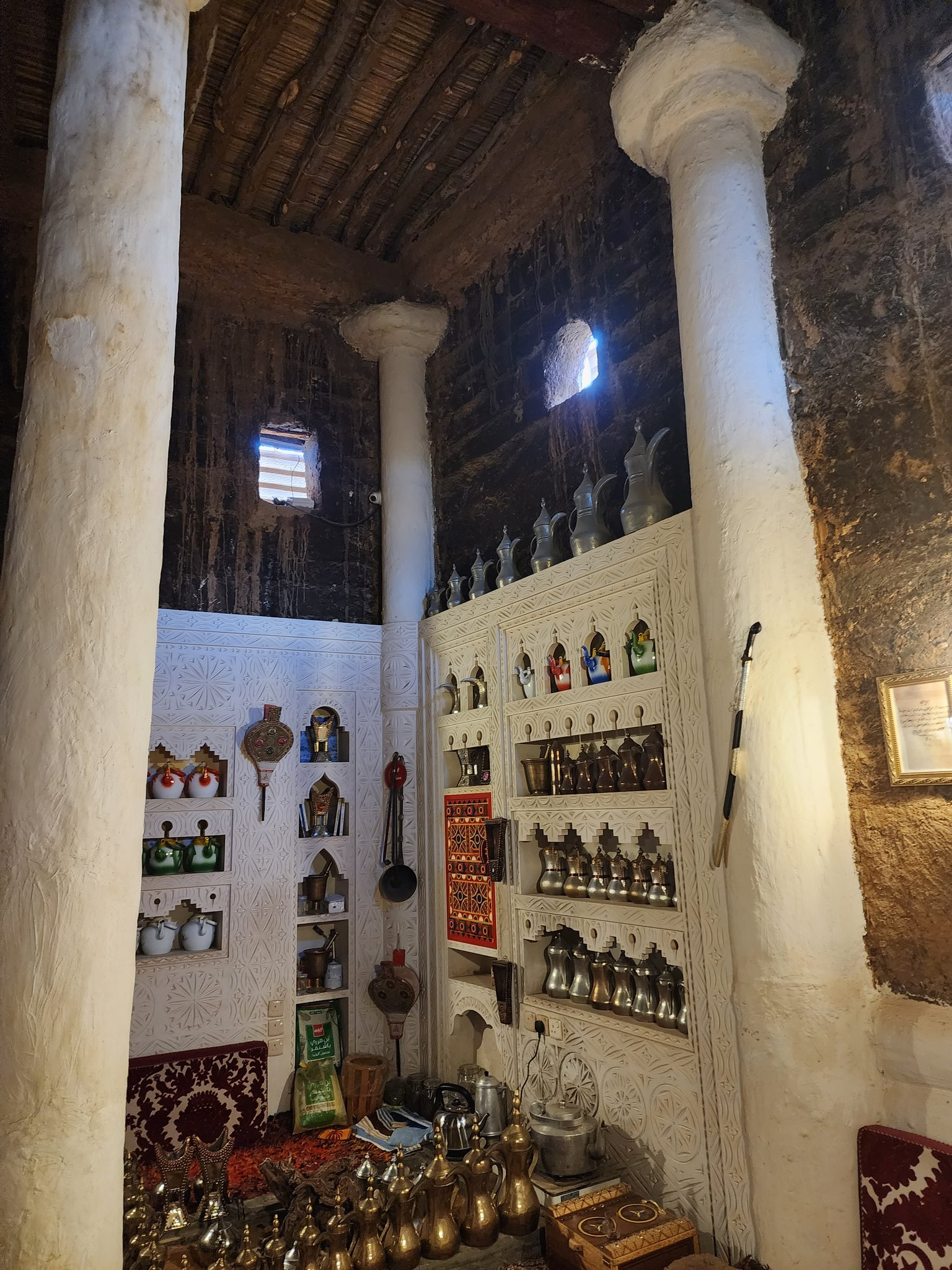
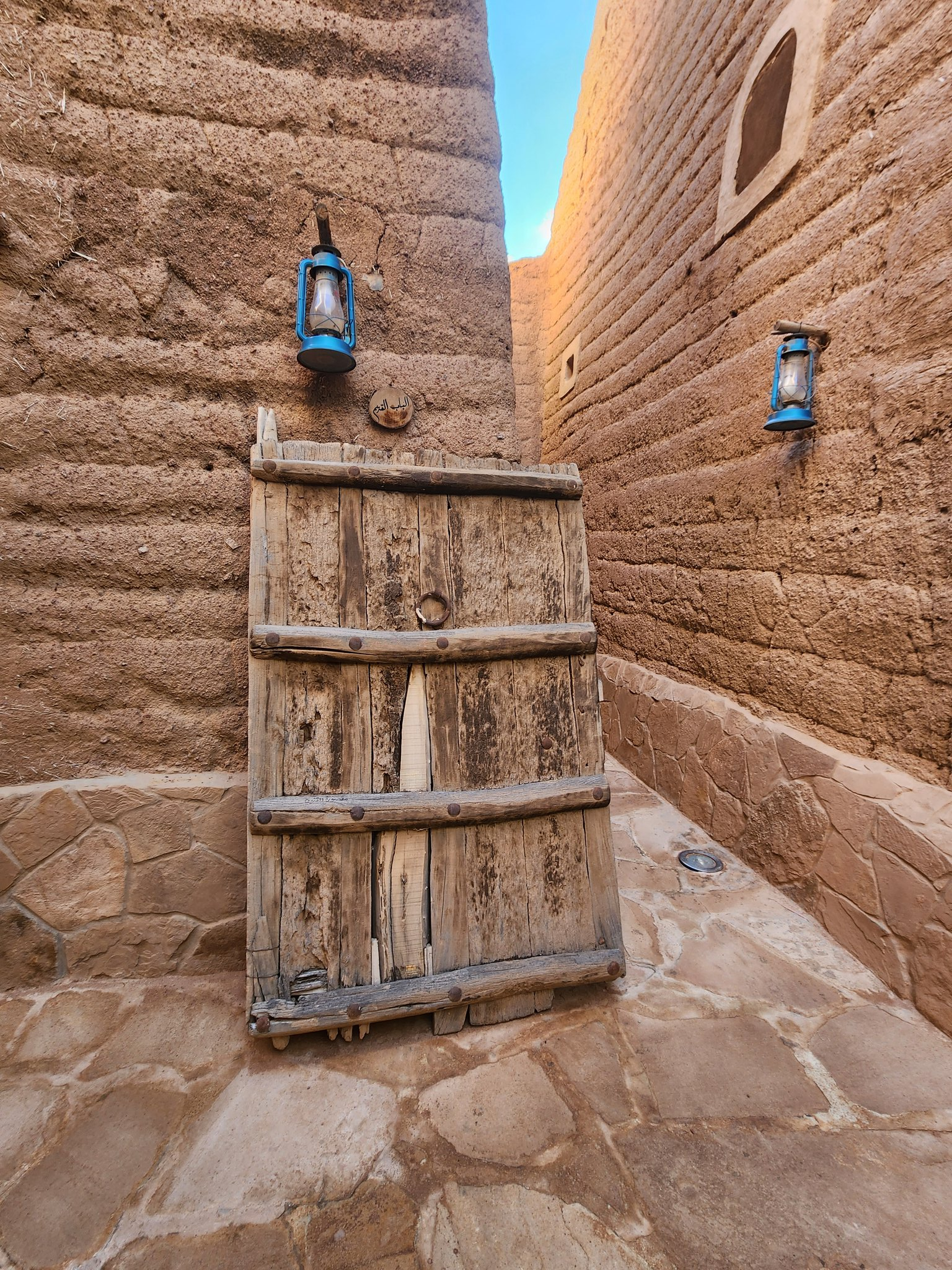
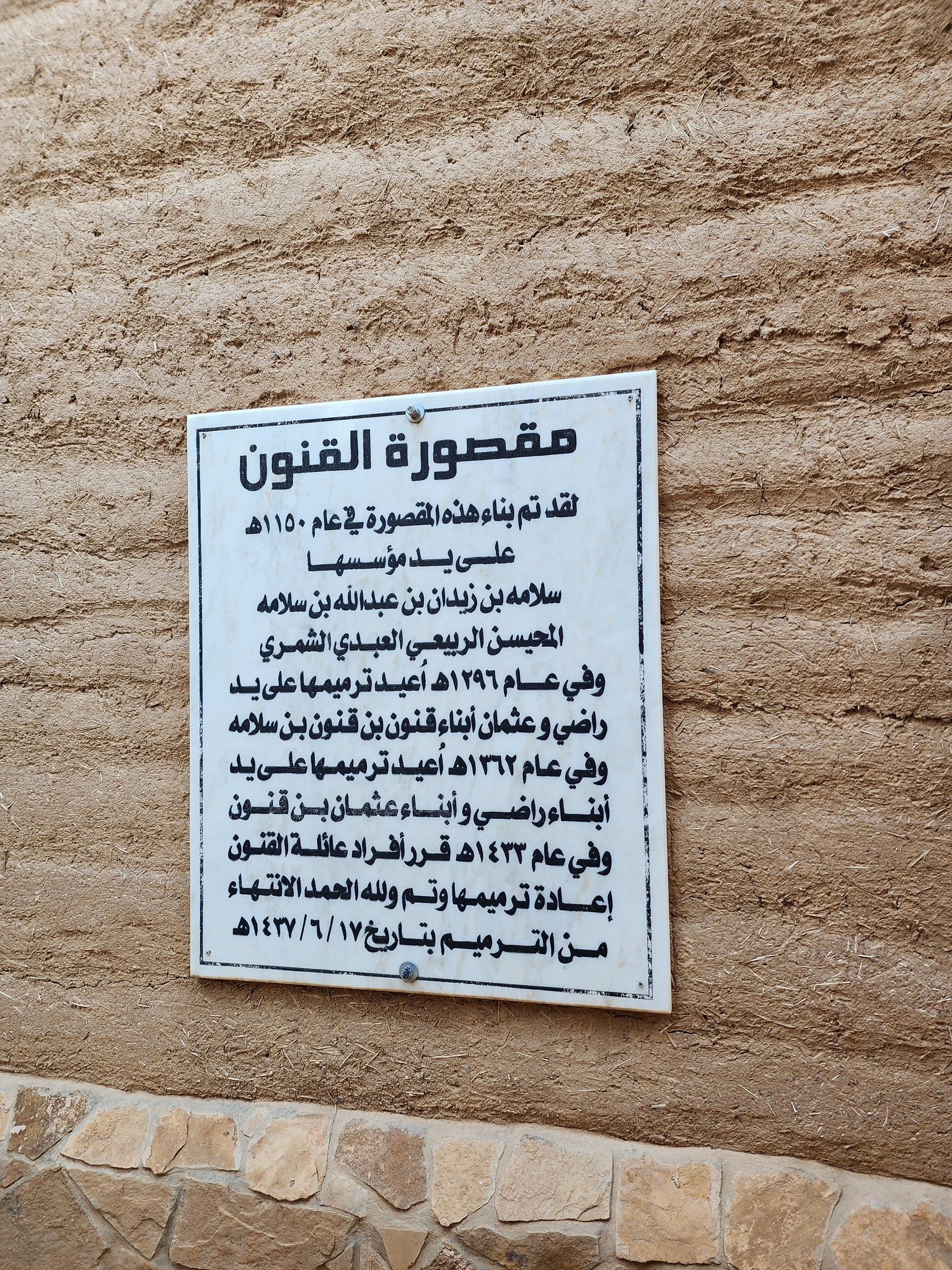